# Noahs Ark
Die Noahs Ark war ein 1979 vom Stapel gelaufenes, unvollendetes Kreuzfahrtschiff, das ursprünglich als Fähre Taygetos für Laconias Shipping in Dienst gestellt werden sollte. Nach der Insolvenz der Reederei stockten die Arbeiten jedoch für die nächsten acht Jahre. 1987 begannen die Umbauarbeiten zum Kreuzfahrtschiff, die jedoch nie fertiggestellt wurden. Nach mehreren Besitzwechseln und Umbenennungen wurde die Noahs Ark 2004 im türkischen Aliağa abgewrackt.

## Geschichte
Die Noahs Ark wurde als Fähre Taygetos von der griechischen Reederei Laconias Shipping geordert und in der Perama Shipyard in Perama gebaut. 1979 wurde das Schiff vom Stapel gelassen, jedoch nie fertiggestellt, da Laconias Shipping Insolvenz anmelden musste. Stattdessen wurde das unvollendete Schiff in der Werft aufgelegt und zum Verkauf angeboten.
1987 kaufte Sea Venture Cruises die Taygetos, um sie in ein Kreuzfahrtschiff umbauen zu lassen. Der Rohbau wurde jedoch wegen der Insolvenz von Sea Venture Cruises nicht fertiggestellt, sondern stattdessen wieder zum Verkauf angeboten. In der Zwischenzeit wurde das Schiff an einen Reeder mit Sitz in Kingstown verkauft und unter dem Namen Noahs Ark auch dort registriert. Dennoch wurden die Bauarbeiten am Schiff nicht weiter fortgesetzt.
Im November 2003 wurde Noahs Ark zum Auflegen nach Eleusis geschleppt. Dort lag sie in der Nähe des ebenfalls unvollendeten Kreuzfahrtschiffs Regent Sky, das ursprünglich für Regency Cruises in Fahrt kommen sollte.
Im Herbst 2004 wurde die Noahs Ark zum Abwracken ins türkische Aliağa verkauft, wo sie am 13. September 2004 eintraf. Die größere Regent Sky blieb noch weitere sieben Jahre in Eleusis liegen, bis sie ebenfalls in Aliağa abgewrackt wurde.